# イワツボコーダイ
イワツボ コーダイ（1984年3月5日 - ）は、日本の音楽プロデューサー、作詞家、作曲家、編曲家。片仮名表記の他、別名義として、Koudai Iwatsubo、KOUDAI IWATSUBOがある。鹿児島県出身。

## 概要
小学生の頃、父親がクラシック・ギターを弾き語りしていたことで、家にあったギターとコード本を見て歌うことから独学でギターを始めた。バンバンの「『いちご白書』をもう一度」や中島みゆきの「時代」あたりの歌謡曲をコピーしていたことが、自身の作曲に繋がっているという。その後、バンドを結成。毎週10枚～20枚のCDを借りて聴くことで音楽にハマり、毎月『BANDやろうぜ』を購入しGLAYやL'Arc〜en〜Cielをコピーしていた。
音楽で仕事をしたいという思いから『TEENS' MUSIC FESTIVAL』に参加し、全国大会に出場。これをきっかけに上京した。どこにデモテープを送っても連絡を貰えず、バンドは1年弱で解散となった。次にスタジオ・ミュージシャンを目指すも、上には上がいることを知り断念した。また、ギタリストを志すも上手くいかず、元々一緒にバンドをしていた友人に相談し、作曲の道に進む。
2009年より作詞家・作曲家としての活動を始め、J-POP、アイドル、アニメソングなど幅広いジャンルの楽曲提供や編曲、プロデュースを行う。

## 提供作品
- 全国学校音楽コンクール：中学生の部の課題曲。
  - 「足跡」（作曲）
  - 「豆富小僧の唄」（作曲）
- E-Girls
  - 「あいしてると言ってよかった」（共作曲）
- 家入レオ
  - 「愛してないなら」（共作曲）
- 宇野実彩子
  - 「どうして恋してこんな」（共作曲）
  - 「マイフレンド」（共作曲）
- UMI☆KUUN
  - 「HELLO BABY」（共作詞・共作曲）
- FTISLAND
  - 「この歌に願いを込めて」（作詞・作曲）
- エンドロール舞子
  - 「チヨコレイト」（作曲）
- 小野大輔
  - 「↑↑NIGHT SAFARI」（作詞・共作曲）
- GIRLFRIEND
  - 「ヒロインになりたい」（作詞・共作曲）[3]
- Kamin
  - 「恋の決戦日」（共作曲）
- KARA
  - 「ファンファーレ」（作曲）
- 川上大輔
  - 「言葉に出来ない男です」（作詞・作曲）
- 吉川友
  - 「さよなら涙」（作詞・作曲）
- ましろ爻
  - 「ハズレジンセイ」（作詞・共作曲）
- CODE-V
  - 「Wing」（作詞）
- 佐藤ミキ
  - 「Play the real」（共作詞・共作曲）[4][5]
  - 「A KA SA TA NA」（共作詞・共作曲）[4]
  - 「名もない花」（共作詞・共作曲）[4]
  - 「Plan A B C」（共作詞・共作曲）
- シイナナルミ
  - 「君のパンツを食べたい」（共作曲）
- Jewel
  - 「初恋」（作詞）
  - 「あと一歩」（共作詞）
  - 「前へ」（作詞）[6]
  - 「未来飛行」（作詞）
- Juliet
  - 「君の声だけ」（作曲）
  - 「サクラブ -桜、咲く-」（作曲）
  - 「サンキュー」（作曲）
  - 「拝啓」（共作曲）
  - 「ハルラブ」（作曲）
  - 「ハルラブ2」（作曲）
  - 「フユラブ」（作曲）
  - 「負けたくないこと」（作曲）
  - 「もっともっとキミを教えてよ」（作曲）
  - 「モトカノ」（作曲）
  - 「モノクロレインボー」（作曲）
  - 「Birthday Party」（作曲）
- SUPERNOVA
  - 「Let's go, now」（作詞・共作曲）
- Sonar Pocket
  - 「Oh difficult」（共作詞・共作曲）[7]
  - 「baby baby」（共作詞・共作曲）[8]
- ときめき♡宣伝部
  - 「フレ!フレ!」（作詞・共作曲）
- 西野カナ
  - 「Have a nice day」（作曲）
  - 「P* O* P」（共作詞・共作曲）
  - 「This Is Love」（共作詞・共作曲）
  - 「This Is How We Do It」（作曲・共作曲）
- 琵奈子
  - 「雨あがり」（共作曲）
  - 「帰り道ダイアリー」（作曲）
  - 「ジグソーパズル」（作曲）
  - 「泣き顔スマイル」（作曲）
  - 「101年後」（作曲）
  - 「僕の話、聞いてくれる?」（作曲）
  - 「満月キラリ」（作曲）
  - 「and,darling」（作曲）
- 風男塾
  - 「僕らの歩く道」（共作曲）
- Ms.OOJA
  - 「君がいい」（共作曲）
- ももいろクローバーZ
  - 「ショービズ」（作詞・共作曲）
- ももちひろこ
  - 「会いに行くから」（共作曲）
  - 「明日、キミと手をつなぐよ」（共作詞・作曲）
  - 「愛しい」（作曲）
  - 「桜ナミダ」（共作詞・作曲）
  - 「春待つ夜風」（共作曲）
  - 「ブルーファイター」（共作曲）
  - 「もしもの話」（共作曲）
  - 「横顔」（作曲）
  - 「and I…」（共作曲）
- 山下智久
- 「Dancer」（共作詞・共作曲）
- 横山だいすけ
  - 「ハレルヤルーヤ」（作詞）
  - 「Family」（作詞・共作曲・共編曲）
  - 「Hands」（作詞）
- Little Glee Monster
  - 「春夏秋冬」（作詞、共作曲）
  - 「オレンジ」（作詞、共作曲）
  - 「明日へ」（共作曲）
  - 「COROLS」（作詞）
  - 「OVER」（作詞）
  - 「Gift」（作詞）
  - 「ギュっと」（作詞・作曲）
  - 「My Brand New Day」（作詞）
  - 「ハピネス」（作詞）
  - 「恋を焦らず」（共作詞）
  - 「君のこと」（作詞）
  - 「Symphony」（作詞）
  - 「足跡」（共作曲）
  - 「Whenever you call」（作詞・共作曲）
  - 「Your Name」（作詞・共作曲）

### ジャニーズ事務所関連
- 嵐
  - 「青空の下、キミのとなり」（共作詞・共作曲、wonder note名義）
  - 「君への想い」（共作詞・作曲、wonder note名義）
  - 「Don't you love me?」（共作詞・共作曲、wonder note名義）
  - 「Daylight」（共作曲、wonder note名義）
  - 「花」（共作曲、wonder note名義）
  - 「Pray」（共作曲、wonder note名義）
  - 「光」（共作曲）
  - 「Song for you」（共作曲、wonder note名義）
  - 「NOW or NEVER」（作詞・共作曲、wonder note名義）
- A.B.C-Z
  - 「Take a "5" Train」（作詞・共作曲）[9]
  - 「1ST STEP」（作詞・作曲・編曲）
  - 「Fly a Flag」（作詞・共作曲）
  - 「赤い薔薇よ胸の中で咲き誇れ」（共作曲）
- KAT-TUN
  - 「歩道橋」（共作詞・作曲）
  - 「それぞれの空」（共作曲）
  - 「in the DARK」（作詞・共作曲）
  - 「楔-kusabi-」（共作曲）
  - 「僕なりの恋」（作詞・作曲）
  - 「Birds」（作詞・共作曲）
  - 「STAR」（作詞・作曲）
  - 「Polaris」（共作詞・共作曲）
  - 「熱くなれ」（共作曲）[10]
  - 「TWILIGHT」（共作曲）[10]
  - 「雨に咲く哀、夜に泣く藍」（共作曲）
  - 「Don't wait」（作詞・共作曲）
  - 「Believe it」（共作曲）
- 亀と山P
  - 「背中越しのチャンス」（作詞・作曲）[11]
- Kis-My-Ft2
  - 「Another Future」（作曲）
  - 「君にあえるから」（作曲）
  - 「NOVEL」（作詞・共作曲）
  - 「ドキドキでYEEEAAAHHH!!」（共作詞、共作曲）
  - 「メガ☆ラブ」（作詞・共作曲）
  - 「WANTED」（作詞・共作曲）
  - 「君のいる世界」（作詞・共作曲）
  - 「LIAR WORLD」（作詞・共作曲）
  - 「VersuS」（共作曲）
  - 「Baby Love」（共作曲）
  - 「Luv Bias」（作詞・共作曲）[12]
  - 「Fear」（作詞・共作曲）
  - 「リボン」（作詞・共作曲）
  - 「Akumu」（作詞・共作曲）
  - 「笑って 泣いて」（共作曲）
- KinKi Kids
  - 「運命論」（作詞・共作曲）
- King & Prince
  - 「Hello!!!ハルイロ」（共作詞・作曲）
  - 「Koiは優しくない」（作詞・共作曲）
- ジャニーズWEST
  - 「Lovely Xmas」（作詞・共作曲）重岡大毅・神山智洋ユニット曲
- 美 少年
  - 「Cosmic Melody」（共作詞・共作曲）
  - 「Sing it」（作詞・共作曲）
- SixTONES
  - 「うやむや」（作詞・共作曲・共編曲）
  - 「Rosy」（作詞・共作曲）
  - 「シアター」（作詞・共作曲）
  - 「ラ・ラ・ラ・ラブストーリー」（作詞・共作曲） 京本大我・髙地優吾ユニット曲[13]
- Sexy Zone
  - 「麒麟の子」（共作曲）
  - 「天空のロイヤルブルー」（共作曲）
  - 「禁断の果実」（共作曲）
  - 「それでいいよ」（共作詞・共作曲）
  - 「すっぴんKISS」（共作詞・共作曲）
  - 「STAGE」（作曲）
  - 「最後の笑顔」（共作曲）
  - 「Don’t run away」（共作曲）
  - 「いつまでもいつまでも」（共作曲）
- なにわ男子
  - 「Starting bell」（作詞・共作曲）
  - 「Emerald」（共作詞・共作曲）
  - 「Alpha」（作詞・共作曲）
- Hey! Say! JUMP
  - 「スルー」（共作曲）
  - 「SHen SHera SHen」（作詞・共作曲）
  - 「Very Very Happy」（作詞・共作曲）
  - 「Shall We?」（共作曲）
  - 「Tasty U」（作詞、共作曲）
  - 「スローモーション」（共作曲）
  - 「今夜貴方を口説きます」（共作曲） 伊野尾慧・八乙女光ユニット曲
  - 「Fantastic Time」（作詞・共作曲）
  - 「Vanilla Ice」（作詞・共作曲）
  - 「Sweet Liar」（共作曲）
  - 「マエヲムケ」（共作曲）
  - 「ルーレット」（作詞・共作曲）
  - 「YOU & I」（作詞・共作曲）
  - 「波の上で会いましょう」（作詞・共作曲）
  - 「eek!!」（作詞・共作曲・共編曲）

### アニメ・ゲーム関連
- チア男子!!
  - 「Dear my besy friend」（共作曲）
  - 「Yell for ALL!!」（共作曲）
  - 「ニジイロ☆SMILE」（作曲）
- B-PROJECT
  - 「ROAR」（共作曲）
  - 「Seize your light」（共作曲）
  - 「Wrap Wrap」（作詞・共作曲）
  - 「Manifest」（作詞・共作曲）
- Tokyo 7th シスターズ
  - 「恋をして」（作詞・共作曲）
- ラブライブ!サンシャイン!!
  - 「Aqours Pirates Desire」（共作曲）
  - 「少女以上の恋がしたい」（共作曲）
  - 「心の羽よ君へ飛んでけ！」（共作曲）
  - 「Thank you, FRIENDS!!」（共作曲）
  - 「Jump up HIGH!!」（共作曲）
  - 「OKAWARI Happy life!」（共作曲）
- ラブライブ!スーパースター!!
  - 「HAPPY TO DO WA!」（共作曲）